# 三鷹車掌区
三鷹車掌区（みたかしゃしょうく）は、東京都武蔵野市にあった東日本旅客鉄道（JR東日本）八王子支社の車掌が所属する組織である。
なお三鷹駅及び三鷹車両センターは三鷹市に所在するが、当区は武蔵野市所在だった。
2007年10月13日に豊田駅構内に新設された豊田運輸区及び立川車掌区に行路移管し廃止された。
| スタブアイコン | サブスタブ | この項目は、まだ閲覧者の調べものの参照としては役立たない、鉄道に関連した書きかけの項目です。この項目を加筆・訂正などしてくださる協力者を求めています（P:鉄道/PJ:鉄道）。 |